# José Moisés Martín Carretero
José Moisés Martín Carretero (Madrid, 1973) es un economista, consultor, comentarista económico y activista español.

## Biografía
Nació en Madrid, en 1973. Estudia ciencias económicas en la Universidad San Pablo CEU y en la Universidad Autónoma de Madrid, ampliando su formación profesional con diferentes cursos del Instituto de Empresa, el MIT, el INSEAD y el IESE.
Fue director de la ONG ACSUR-Las Segovias y miembro de la Coordinadora de ONGD para el Desarrollo, coordinando en 2005 y 2006 la campaña Pobreza Cero, por el cumplimiento de los Objetivos de Desarrollo del Milenio. Entre 2008 y 2012 fue jefe del departamento de cooperación multilateral de la Agencia Española de Cooperación Internacional (AECID). Entre 2011 y 2012, formó parte del consejo de administración de Expansión Exterior, empresa pública de consultoría internacional.
Ha colaborado con la Sexta, Cadena Ser, El Diario.es, RTVE, Agenda Pública y El País, donde ha sido editorialista económico entre 2022 y 2024. También ha mantenido entre 2018 y 2024 una columna semanal en Elplural. Sus opiniones han aparecido también en la Agenda del Foro Económico Mundial de Davos. Entre 2016 y 2024 ha sido profesor asociado en la facultad de ciencia y tecnología de la  Universidad Camilo José Cela y dirige una firma de consultoría internacional, donde ha participado en proyectos del Banco Mundial, el Banco Europeo de Inversiones, la Organización Internacional del Trabajo o la Comisión Europea. Ha formado parte de diferentes grupos de expertos en Naciones Unidas en materia de asuntos económicos y de sosteniblidad. Forma parte de la red de expertos "Los 100 de COTEC" de la Fundación COTEC para la innovación. En julio de 2020 fue nombrado vocal del Consejo Asesor de Asuntos Económicos del Ministerio de Asuntos Económicos y Transformación Digital. En marzo de 2022 entró a formar parte del Consejo Asesor del Alto Comisionado España Nación Emprendedora, dependiente de la Presidencia del Gobierno. 
Entre 2020 y 2023 ha sido miembro del jurado del Premio Rei Jaume I de Economía que otorga la Fundación Valenciana de Estudios Avanzados y la Generalidad Valenciana.
En enero de 2024, fue nombrado director general del Centro para el Desarrollo Tecnológico y la Innovación (CDTI).

## Activismo social y político
Miembro de la junta directiva de Confederación Estatal de Asociaciones de Estudiantes (CANAE) entre 1990 y 1992, participó activamente en el Consejo de la Juventud de España hasta 2001. Fue el primer presidente de la Plataforma Euromed entre 2005 y 2007, destinada a promover la participación de la sociedad civil en el Proceso de Barcelona, donde organizó y participó en una misión de observadores de derechos humanos durante la guerra de Libano de 2006. Participó en el Foro Social Europeo de París en 2002 y en el Foro Social Mundial de Caracas en 2006.
Cofundador en 2011 de Economistas Frente a la Crisis, colabora habitualmente como experto con diferentes organizaciones sociales como Oxfam Intermón, Salud por Derecho, ONGAWA o Save the Children. En 2020 fue nombrado miembro de la junta directiva de UNRWA España. También ha desarrollado trabajos para la Fundación Alternativas, la Fundación Friedrich Ebert, el Real Instituto Elcano o el Centre for European Policy Studies.. Desde 2022 es miembro del patronato de la Fundación Alianza por la Solidaridad y miembro del Capítulo Español del Club de Roma. 
De posicionamientos progresistas, fue candidato en las elecciones al Parlamento Europeo en 2004 por la coalición Izquierda Unida-Iniciativa per Catalunya. En mayo de 2012, la revista El Siglo lo incluyó entre los nuevos pensadores socialdemócratas. Eduardo Madina prologó y presentó su libro "España 2030" en 2016.

## Distinciones
- Siendo su Director, ACSUR las Segovias recibió el premio Pere Casaldáliga de Solidaridad en 2006
- Premio Bitácoras al Mejor blog económico (Economistas Frente a la Crisis, 2015)[23]
- Selección Economistas en Twitter Twecos 2021 y 2022 por Crédito y Caución.
- Siendo su director general, el CDTI recibió el Premio Nacional de Innovación Pública en 2024.
- Padrino de la promoción 2025 de la Escuela Politécnica Superior de la Universidad CEU San Pablo.